# ترژیچ
ترژیچ (به لاتین: Tržič)  در اسلوونی با جمعیت ۱۵٬۸۵۱ نفر است.